# Fodina viettei
Fodina viettei är en fjärilsart som beskrevs av Emilio Berio 1959. Fodina viettei ingår i släktet Fodina och familjen nattflyn. Inga underarter finns listade i Catalogue of Life.